# NGC 669
NGC 669 je galaksija u zviježđu Trokut. Pripada galaktičkom skupu Abell 262. Otkrio ju je astronom Édouard Stephan, 28. studenog 1883.

## Vanjske poveznice
- SEDS: NGC 0669